# 65P/Gunn
La comète Gunn, officiellement 65P/Gunn, est une comète périodique du système solaire, découverte le 27 octobre 1970 par James E. Gunn à l'observatoire du Mont Palomar en Californie.